# Чачко Ада Семенівна
А́да Семе́нівна Чачко́ [24.11.1933, Київ — 28.08.2011, там само] — українська бібліотекознавиця, соціологиня, книгознавиця, педагогиня. Докторка педагогічних наук (1991), професорка (1996).

## Біографія
1958 року закінчила Московський державний бібліотечний інститут, а також навчалася в університеті марксизму-ленінізму на факультеті соціології та психології.
У 1957—1961 роках працювала бібліотекаркою масової бібліотеки імені О. Пушкіна (нині — Центральна районна публічна бібліотека ім. О. С. Пушкіна ЦБС Оболонського району м. Києва).
З 1961 по 1973 роки обіймала посади старшої бібліотекарки, завідувачки відділу комплектування та завідувачки відділу методичної роботи бібліотеки Київського державного педагогічного інституту ім. О. М. Горького.
У 1973—1987 роках перебувала на посадах головної бібліотекарки, завідувачки відділу бібліотекознавства, старшого наукового співробітника відділу книгознавства Центральної наукової бібліотеки Академії наук УРСР.
Перебувала на науковій і викладацькій роботі: старший науковий співробітник Інституту філософії, професорка Інституту соціології АН України (1987—1993).
1994—2000 року була професором на кафедрі бібліотекознавства Київського державного інституту культури .

## Наукова діяльність
Ада Семенівна Чачко розпочала свою наукову діяльність у середині 1960-х років, вибравши для вивчення особливості бібліотечної професії, а також соціологію і психологію діяльності бібліотечних працівників.
1979 року захистила кандидатську дисертацію на тему «Проблеми вдосконалення роботи з кадрами великої наукової бібліотеки (професійно-особистісні якості бібліотечних спеціалістів)» у Ленінградському державному інституті культури імені Н. К. Крупської. Ця робота стала першою в СРСР з питань бібліотечної професіології.
1984 року була опублікована її перша монографія «Бібліотечний спеціаліст: особливості праці та професіоналізації», у якій науково обґрунтовано професійні вимоги до основних категорій фахівців наукової бібліотеки.
У наступні роки видала низку узагальнювальних праць, які стали основою її докторської дисертації «Бібліотекарі як соціально-професійна група», захищеної в Московському державному інституті культури у 1991 році.
З 1993 року вона поєднувала роботу в Інституті соціології НАН України з обов’язками професора, завідувача кафедри бібліотекознавства КДІК. У 1994 році вийшла з друку її монографія «Образ світу і комунікація» .
Ада Семенівна вивчала різні аспекти бібліотечної професії: підвищення кваліфікації бібліотечних кадрів, якість обслуговування користувачів книгозбірень, психологічні характеристики та престиж бібліотечної професії, професійну адаптацію молодих спеціалістів до роботи в бібліотеках. В останні роки  займалася розробленням нового напряму в бібліотекознавстві – комунікативістики.
Сформувала власну наукову школу. Підготувала 8 кандидатів педагогічних наук з книгознавства, бібліотекознавства та бібліографознавства. Серед її учнів відомі в українській науковій спільноті постаті : Т. Монько, О. Грозовська, О. Башун, Ю. Трач, О. Кашкарьова, І. Конюкова та інші.
Ада Чачко  -  ініціатор і керівник проведення наукових читань пам’яті В. Пілецького .
Результати наукової діяльності А. Чачко відображено у понад 150 наукових та навчально-методичних публікаціях, серед яких монографії, статті, навчальні посібники, підручники, програми курсів та інші.
Була постійною учасницею міжнародних конференцій та наукових проєктів, дійсним членом (академіком) Міжнародної академії інформатизації при ООН з 1995 року, членом двох спеціалізованих рад з захисту дисертацій: при Київському національному університеті культури і мистецтв (кандидатська рада), при Харківській державній академії культури (докторська рада).
Ада Семенівна Чачко відзначена медалями «У пам’ять 1500-річчя Києва» (1883) та «Ветеран праці» (1986). Має відзнаки Української бібліотечної асоціації «За відданість бібліотечній справі» (1998) та «За внесок у бібліотекознавство» (2003).

## Праці
- До розробки тезауруса з бібліотекознавства // Проблеми вдосконалення каталогів наукових бібліотек: Матеріали Міжнар. наук. конф., Київ, 14–17 жовт. 1997 р. – К., 1997. – С. 13–16.
- Тезаурус бібліотечної професіології // Бібл. вісн. – 1997. – № 5. – С. 19–20; Библиотековедение в человеческом измерении. – К.; М., 2000.
- До сучасного термінологічного словника з українського бібліотекознавства, 2002 рік // Бібліотечна наука, освіта, професія у демократичній Україні: Зб. наук. пр. – К., 2002. – Вип. 4. – С. 13–16.
- Современная библиотека в процессе трансформаций. – К., 2003.
- Современная теория библиотеки – с позиций гуманистического подхода // Бібл. форум України. – 2003. – № 1. – С. 6–10.
- Комунікативістика в системі гуманістичного розвитку сучасної бібліотеки // Вісн. Книжк. палати. – 2004. – № 1. – С. 30–32.
- Майбутнє бібліотеки у світлі соціокультурної теорії Френсіса Фукуями // Вісн. Книжк. палати. – 2004. – № 9. – С. 14–15.
- Развивающаяся библиотека в информационном обществе: Науч.-метод. пособие. – М., 2004.
- Роль бібліотеки у вихованні громадської свідомості молоді та формуванні громадянської культури суспільства // Вісн. Книжк. палати. – 2005. – № 7. – С. 10–11. – У співавт.